# Helius pallens
Helius pallens är en tvåvingeart som beskrevs av Edwards 1933. Helius pallens ingår i släktet Helius och familjen småharkrankar. Inga underarter finns listade i Catalogue of Life.